# Какурін Микола Євгенович
Мико́ла Євге́нович Какурін (* 4 (16) вересня 1883, Орел — † 27 липня 1936, Ярославль) — військовий діяч, полковник Російської армії, армій Української держави, УНР і УГА. Також служив у Червоній армії.

## Життєпис

Обкладинка книги «Стратегічний нарис громадянської війни»

Народився у місті Орел, походив з родини офіцера. Закінчив Житомирську класичну гімназію.
У 1904 закінчив Михайлівське артилерійське училище, вийшов підпоручиком до 30-ї артилерійської бригади (Мінськ). Згодом перевівся до 18-ї артилерійської бригади (Люблін). У 1910 закінчив Миколаївську академію Генерального штабу за 1-м розрядом. У 1910—1912 командував ротою у 17-му піхотному Архангелогородскому полку. З 1912 року  — капітан, старший ад'ютант штабу 5-ї піхотної дивізії (Житомир).

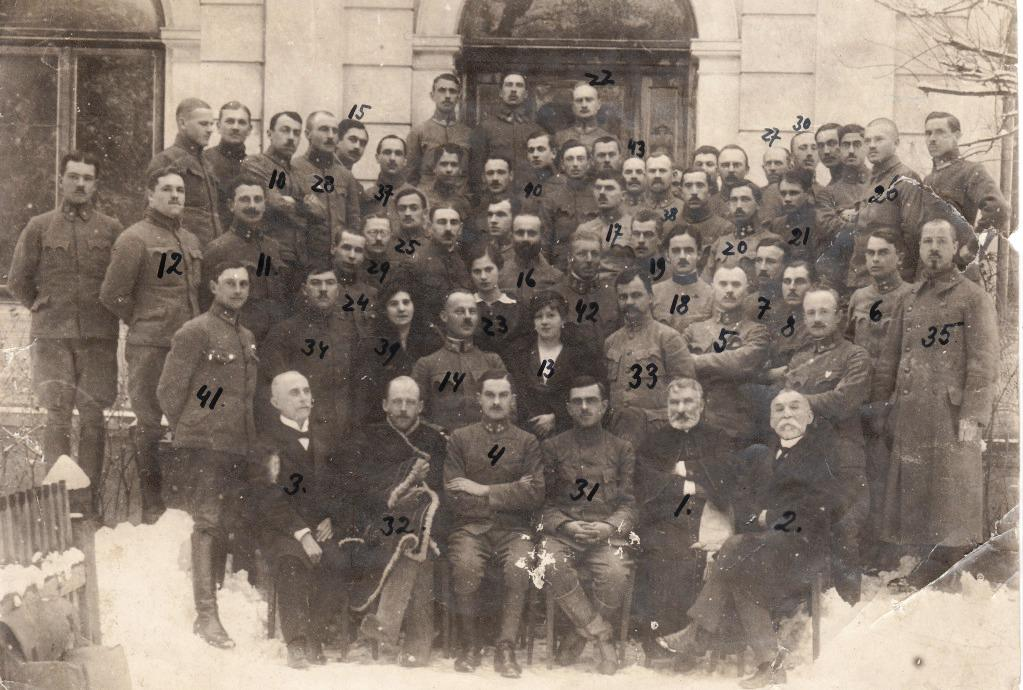
Діячі ЗУНР у Золочівському повіті, 1919. Цифрами на фото позначені: 1. о. Стефан Юрик 2. Михайло Балтарович 3. Гнат Дзерович 4. Ілля Цьокан 5. Теодор Ваньо 6. Пор. Юрій Жмур 7. Йосафат Фешур; між 6 і 8 Василь Пачовський 10. Пор. Мирон Дольницький 11. Олександр Малиновський 12. Петро Вовк 14.от. Северин Лещiй 16. сот. Мирослав Янович 18. Кравс 19. Рудольф Фірер 23. Скобельська Анна 24. Пор. Теодор Дацків 25. Білач 26. Василь Сірко 27 Михайло Павлюк 29. сот. Іван Сітницький 30. Ольшанецький 31. Олександр Шаповал 32. Микола Какурін 33. Григорій Сиротенко 42. Гребенц. Зліва від № 40 Парнас Яків

У роки Першої світової війни — офіцер для доручень при штабі 10-го армійського корпусу, в.о. старшого ад'ютанта штабу фортеці Перемишль, начальник штабу 71-ї піхотної дивізії. З серпня 1916 року  — в. о. начальника штабу 3-ї Забайкальської козачої бригади, командир 7-го Кавказького піхотного полку. Останнє звання у російській армії — полковник.
З 08.03.1918 р. — на службі в українській армії: помічник начальника Генерального штабу УНР. У червні 1918 р. призначений помічником начальника Генерального штабу Збройних сил Української Держави. З 30.12.1918 р. — помічник начальника штабу Холмсько-Галицького фронту Дієвої армії УНР. У березні 1919 р. — помічник військового міністра УНР О. Шаповала. З квітня 1919 р. у штабі III-го Галицького корпусу. У травні-липні 1919 р. — начальник штабу IV-го Галицького корпусу Української Галицької армії. Згодом служив у штабі УГА.
З березня 1920 р.  — на службі в Червоній армії: у розпорядженні Всероглавштабу. 3 14.07.1920 р.  — у розпорядженні начальника штабу 16-ї армії. З 01.08.1920 р. — начальник 10-ї стрілецької дивізії РСЧА. З 24.10.1920 р.  — командувач 3-ї армії. З 31.12.1920 р.  — другий помічник командувача Західного фронту; начальник штабу військ, виділених для придушення Тамбовського повстання; командувач військ Вітебського району. З 25.03.1922 р.  — командувач військ Бухаро-Ферганського району, брав участь у ліквідації басмачества. З 17.06.1922 р. — помічник командувача військ Туркестанського фронту, пізніше — старший керівник тактики Військової академії РСЧА (згодом академії ім. М. Фрунзе), одночасно був начальником відділу історії Громадянської війни при штабі РСЧА; потім працював у військово-науковому відділі Управління з дослідження та використання досвіду війни штабу РСЧА.
Написав близько 30 робіт з питань стратегії, оперативного мистецтва і тактики періоду Громадянської війни, навчання і виховання військ. Один з ініціаторів створення та автор 3-томної історії Громадянської війни (видана в 1928—1930 роках).
Нагороджений орденами Св. Володимира 4-го ст. з мечами і биндою; Св. Анни 4-го ст.; Св. Анни 3-го ст. з мечами і биндою; Св. Станіслава 3-го ст. з мечами і биндою; Св. Станіслава 2-й ст. з мечами; Червоного Прапора, Червоної Зірки 1-го ступеня Бухарської Радянської Республіки.
19.08.1930 р. був заарештований у Москві в справі колишніх білих офіцерів. 19.02.1932 р. був засуджений до страти, однак вирок змінили на 10 років виправно-трудових робіт. Покарання відбував у Ярославському ізоляторі, де невдовзі помер.

## Праці
- Стратегія пролетарської держави (1921).
- Російсько-польська війна 1918—1920 (1922).
- Стратегічний нарис громадянської війни (1926).
- Сучасна тактика (1927).
- Повстання чехословаків і боротьба з Колчаком (1928).
- Київська операція поляків 1920 (1928).
- Боротьба за Петроград в 1919 році (1928).
- Війна з білополяками (1930).
- Громадянська війна в Україні (1931) та інші.